# Jungle Book: Lost Treasure
Jungle Book: Lost Treasure è un film statunitense del 1998 diretto da Michael McGreevey.

## Trama
Il film narra le vicende di Mowgli, il ragazzo indiano allevato dai lupi nella giungla dopo la morte del padre. Come amici ha un orso e una pantera che lo seguono ovunque. Quando Mowgli diventa abbastanza grande viene avvicinato dagli abitanti di un villaggio sotto il dominio inglese; lì conoscerà amici professori, nemici e la ragazza dei suoi sogni.